# Janus (rymdsond)
Janus var ett planerat rymduppdrag att skicka två rymdsonder, Serenity och Mayhem, till två binära asteroidsystem, (175706) 1996 FG3 respektive (35107) 1991 VH. Uppskjutningen var planerad till augusti 2022 som sekundär nyttolast på den Falcon Heavy-raket som ska skjuta upp rymdsonden Psyche, men uppskjutningen blev under slutet av samma år senarelagd på grund av förseningar med Psyche. 
Den 3 september 2020 klarade Janus framgångsrikt Key Decision Point-C och hårdvarans slutgiltiga design godkändes. Uppdragets budget är begränsad till 55 miljoner USD. 
Förberedelserna för uppdraget avbröts i juli 2023 och båda rymdfarkosterna placerades i långtidsförvaring.

## Farkost
Syftet med de två rymdfarkosterna är att genomföra fristående planetariska vetenskapliga uppdrag. Var och en kommer att dela sin resa till rymden med antingen ett annat NASA-uppdrag eller ett privat bolag. Rymdfarkosten är utvecklad av två team, baserade vid University of Colorado Boulder (leds av Daniel Scheeres) och på Lockheed Martin (leds av Josh Wood).

## Instrument
Janus-teamet planerar att avbilda de två binära asteroidsystemen, huvudsakligen i synligt och infrarött ljus, med hjälp av kamerorna ECAM-M50 (synligt) och ECAM-IR3a (infraröd), som har utvecklats av Malin Space Science Systems och som framgångsrikt används på OSIRIS-REx rymduppdrag.

## Uppdrag
Syftet med uppdraget är att utforska hur binära asteroider bildas och utvecklas, genom att studera systemets unika dynamiska tillstånd. Janus leds av Planetary Missions Program Office vid NASA:s Marshall Space Flight Center i Huntsville, Alabama, som en del av Solar System Exploration Program vid NASA:s huvudkontor i Washington, D.C.. Programmet genomför rymdvetenskapliga undersökningar inom Planetary Science Division av NASA:s Science Mission-direktorat vid NASA:s högkvarter, och vägleds av NASA:s byråprioriteringar och Decadal Survey-processen för National Academy of Sciences. Janus-projektet leds från University of Colorado Boulder, där huvudutredaren (PI) finns. Universitet kommer också utföra den vetenskapliga analysen. Lockheed Martin kommer att bygga och driva rymdfarkosterna. Den ursprungliga planen var att Janus-satelliterna efter uppskjutning tillsammans med Psyche skulle slutföra en bana runt solen, och sedan återvända mot jorden för en gravitationsassisterad slunga ut i rymden bortom Mars omloppsbana. Eftersom uppskjutningen av Psyche inte blivit av som planerat behöver planerna revideras.